# Horatio Seymour
Horatio Seymour (31 de mayo de 1810-12 de febrero de 1886) fue un político estadounidense. Se desempeñó como Gobernador de Nueva York entre 1853 y 1854 y entre 1863 y 1864. Fue el nominado demócrata para la elección presidencial de 1868, aunque perdió con el candidato republicano Ulysses S. Grant.
Nació en Pompey, aunque era abogado, se dedicó a los negocios familiares. A pesar de no desear su nominación a la presidencia como candidato demócrata, su popularidad le hizo obtenerla.